# Stanisław Nowkuński

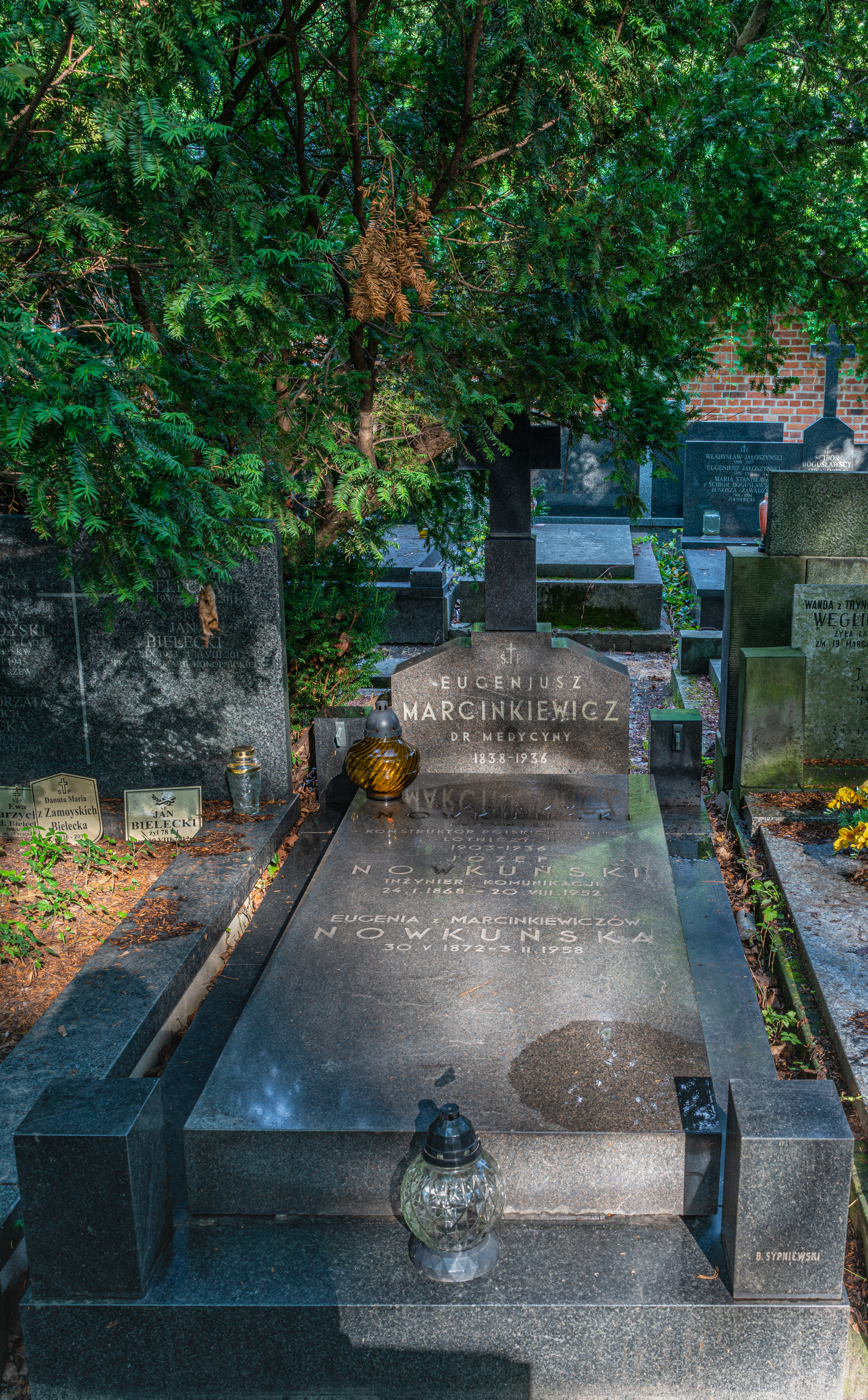
Grób Stanisława Nowkuńskiego na cmentarzu Powązkowskim

Stanisław Nowkuński (ur. 10 września 1903 w Petersburgu, zm. 30 lipca 1936 w Tatrach pod Czarnym Szczytem) – polski inżynier, konstruktor silników lotniczych stosowanych w polskich samolotach z lat 30. XX w (głównie RWD).

## Życiorys
Skonstruował silniki tłokowe: gwiazdowy Czarny Piotruś G-594 o mocy 100 KM (1928–1931), Mors G 1620A o mocy 340 KM (1932) i Mors II o mocy 470 KM (1934). Na przełomie lat 1933/1934 skonstruował silnik gwiazdowy GR 760 o mocy 290 KM. Silnik ten posłużył do napędu niektórych samolotów RWD-9 - w tym tego, na którym Jerzy Bajan zwyciężył w Międzynarodowych Zawodach Samolotów Turystycznych Challenge w 1934. Wykonał ponadto projekt silnika  Foka - widlastego w układzie wiszącym, 8 cylindrowym, chłodzonego powietrzem (współuczestniczył w projekcie tego silnika m.in. inż. Jan Oderfeld). Silnik ten był przeznaczony do powstającego w tym samym czasie samolotu PZL.38 Wilk. Skonstruował silnik „G. R. Skoda” do maszyny RWD-9S, którego niezawodność umożliwiła kpt. Jerzemu Bajanowi i Stanisławowi Płonczyńskiemu zajęcie dwóch pierwszych miejsc w zawodach lotniczych Challenge 1934.
Stanisław Nowkuński zginął tragicznie podczas wspinaczki w Tatrach, podczas zejścia z Czarnego Szczytu. Został pochowany na cmentarzu Powązkowskim w Warszawie (kwatera 196-4-23).

## Ordery i odznaczenia
- Złoty Krzyż Zasługi (11 listopada 1934)[3]